# Kościół św. Jana Chrzciciela w Krakowie (ul. Wańkowicza)
Kościół św. Jana Chrzciciela i Matki Boskiej Szkaplerznej – zabytkowy kościół rzymskokatolicki znajdujący się w Krakowie, w dzielnicy XVII Wzgórza Krzesławickie przy ulicy Melchiora Wańkowicza 19, w Krzesławicach. Jest kościołem filialnym parafii św. Wincentego w Krakowie-Pleszowie.
Zbudowany w latach 1633–1648 znajdował się w Jaworniku koło Myślenic. Nosił wezwanie Znalezienia i Podwyższenia Krzyża Świętego. W roku 1983 został uszkodzony i zdewastowany, a w latach 1983–1986 przeniesiony do Krzesławic. Obok dworku Jana Matejki miał stanowić zaczątek planowanego w tym miejscu skansenu.
Jest to budowla drewniana, jednonawowa o konstrukcji zrębowej, kryta gontem z wieżą nad wejściem. Wewnątrz zachowała się częściowo polichromia z 1 poł. XVII wieku z przedstawieniem Sądu Ostatecznego i św. Krzysztofa oraz barokowa ambona.
W późnobarokowym ołtarzu głównym pochodzącym z końca XVII wieku umieszczony został krucyfiks z końca XVI wieku pochodzący z kościoła św. Wincentego z Pleszowa.

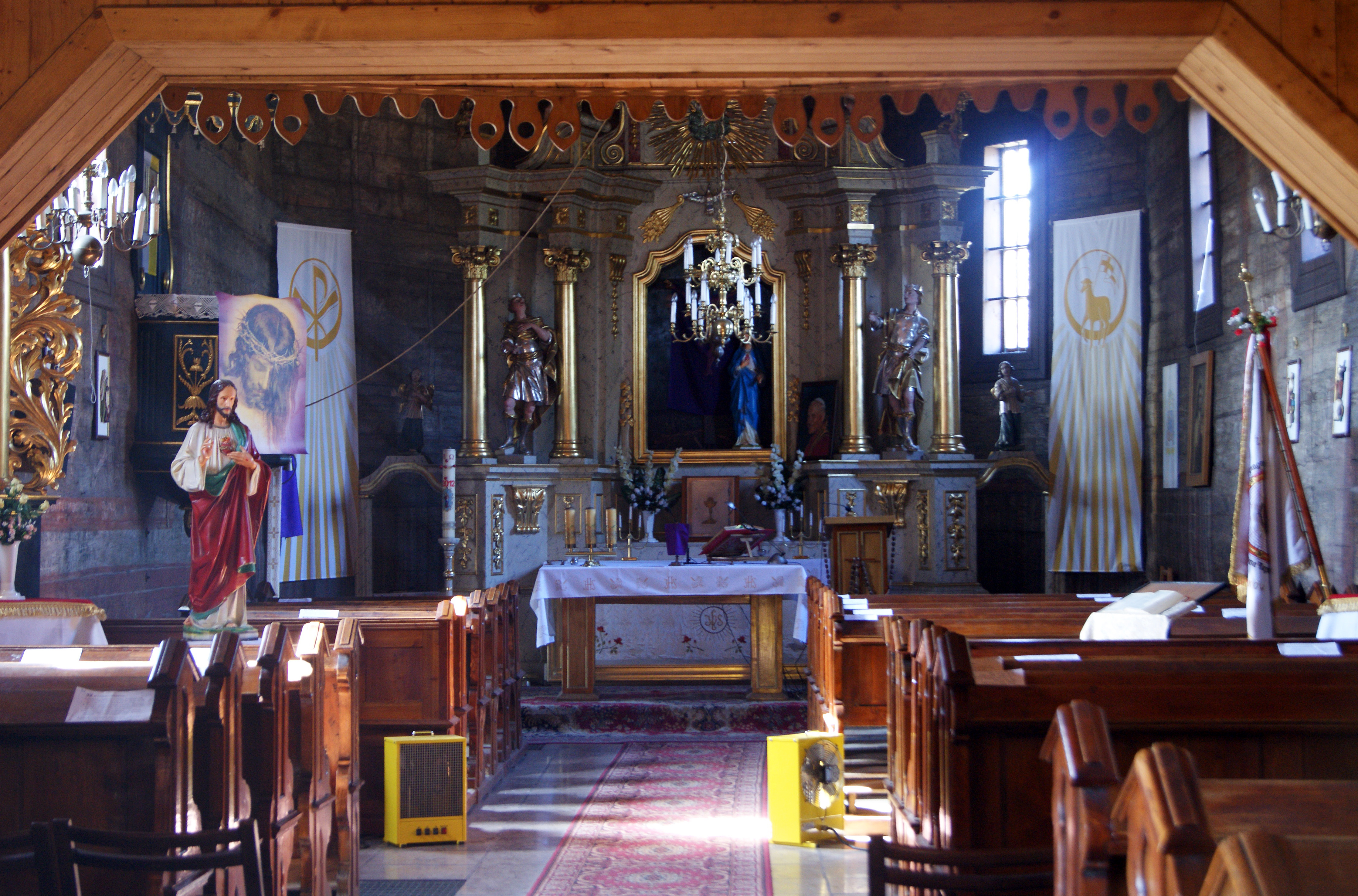
Wnętrze kościoła